# ルシリオ・デ・アルブケルケ
ルシリオ・デ・アルブケルケ（Lucílio de Albuquerque、1877年5月9日 - 1939年4月19日）は、ブラジルの画家である。

## 略歴
ブラジル北部、ピアウイ州のBarrasで、法律家の息子に生まれた 。サンパウロの学校で短期間、法律を学んだ。1890年代半ばにリオ・デ・ジャネイロの国立美術学校（Escola Nacional de Belas Artes）に入学し、ジョアン・ゼフェリーノ・ダ・コスタ、ロドルフォ・アモエド、エンリケ・ベルナルデリらに学び、国立美術学校の留学奨学金が得られる賞を受賞した。美術学校の学生であったジョルジーナと結婚した後、1906年末に夫婦でフランスに出発し、5年間フランスに滞在した。 パリでは、アカデミー・ジュリアンで学びマルセル・バシェやアンリ・ロワイエ、ジャン＝ポール・ローランスの指導を受けた。10年ほど前にパリに留学したブラジルの画家エリゼウ・ヴィスコンティと同じようにアール・ヌーヴォーのデザイナー、ウジェーヌ・グラッセの指導を受けた。フランス芸術家協会の展覧会に出展し、評価された。
1911年にリオデジャネイロに戻り、国立美術学校で妻と展示会を開き、同じ年に国立美術学校で人物画を教え始め、1916年に教授の称号を得た。ブラジル全国美術展(Exposições Gerals de Belas Artes)では何度も賞を受賞した。1937年国立美術学校の校長になったが、1年後に健康の問題で辞職した。
多作の画家で風景画や肖像画を描いた。暗い色調の写実的なスタイルや印象派のようなスタイルなど、様々なスタイルの作品を残した。

## 作品

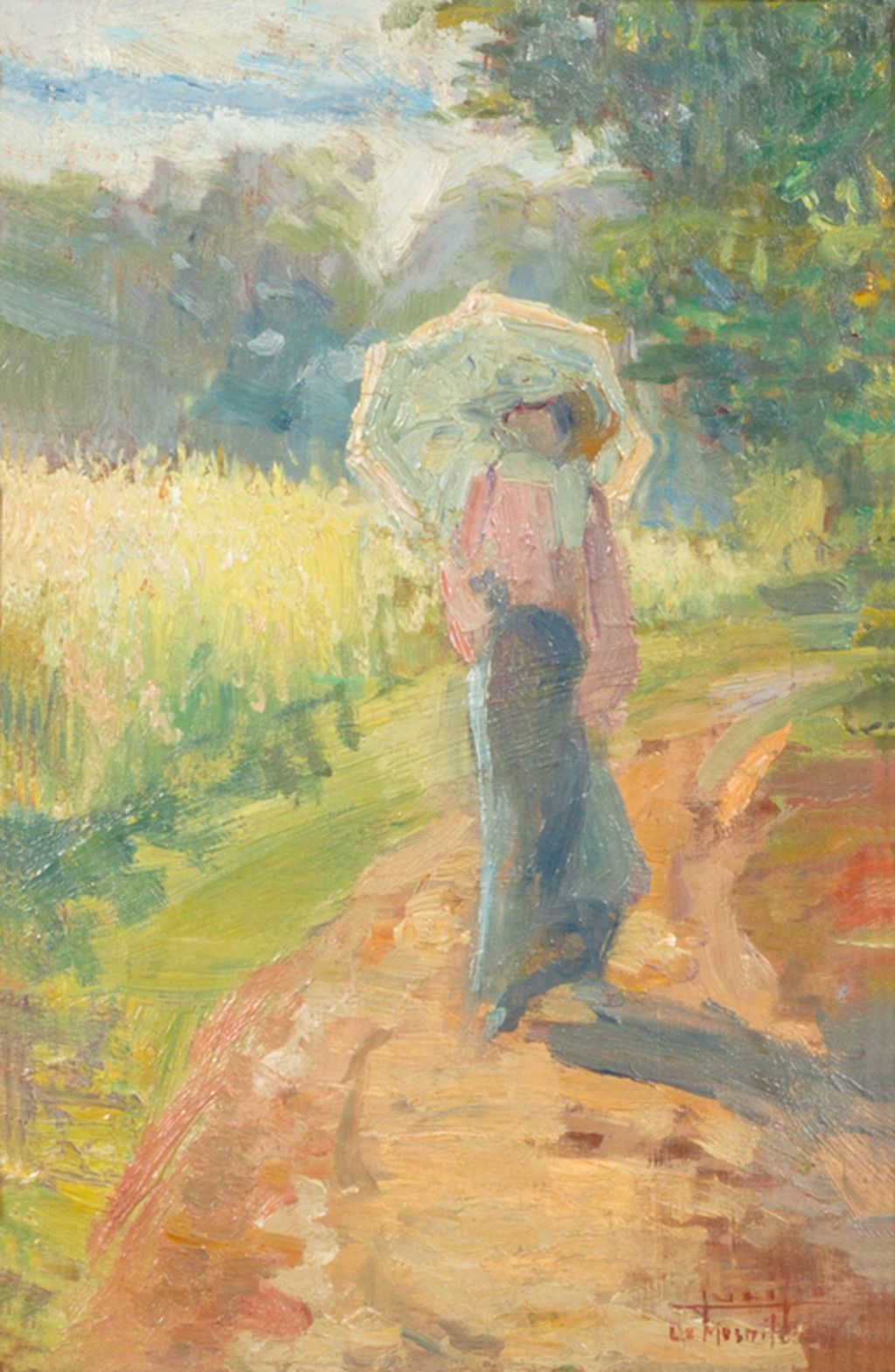
フランスの風景 (1906)
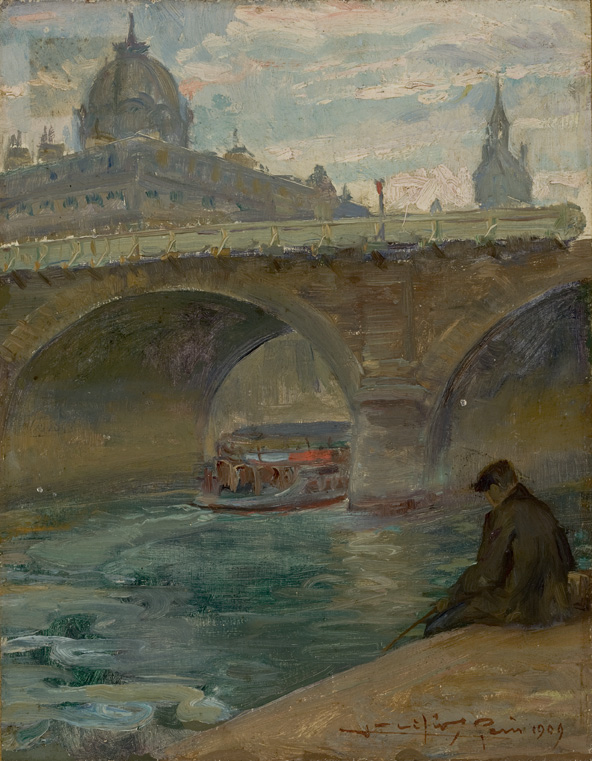
セーヌ川 (1909) サンパウロ美術館
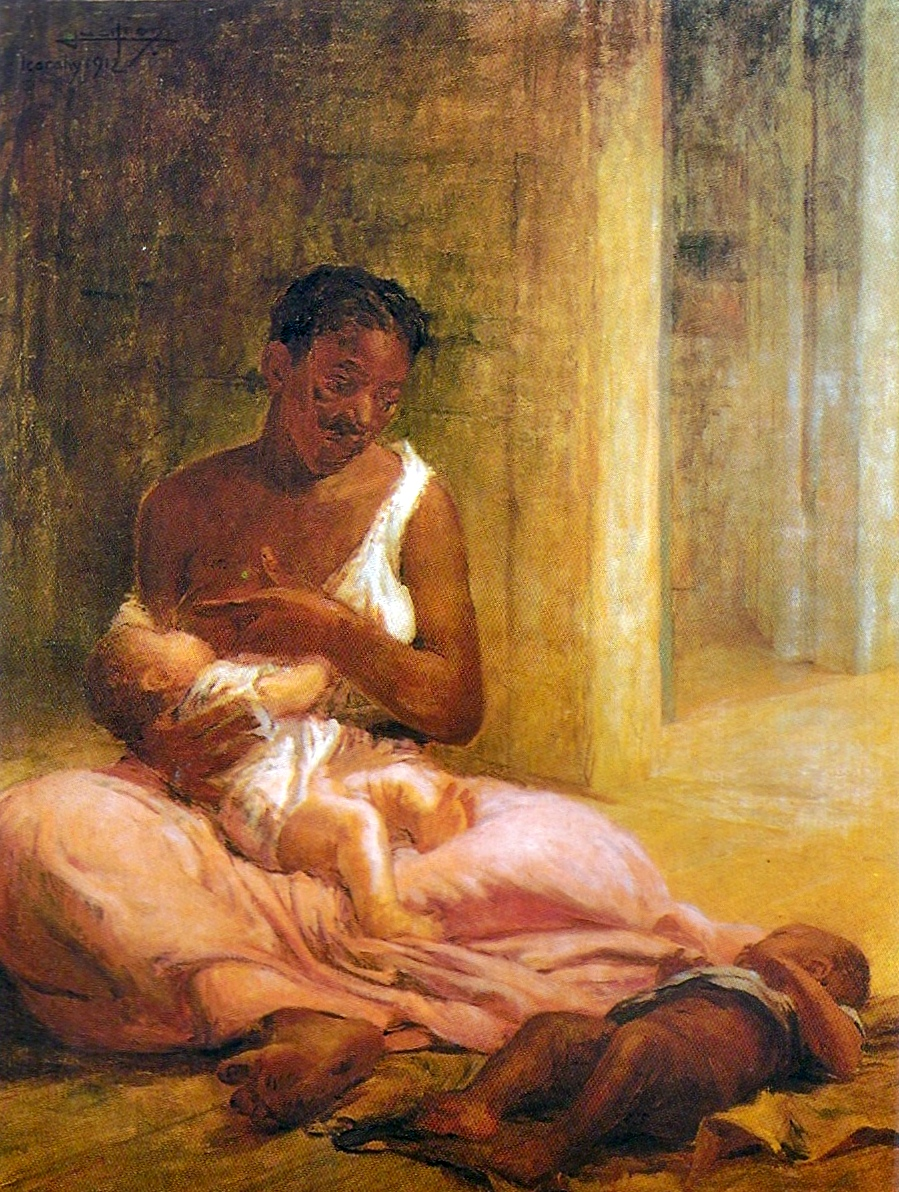
黒人の母親 (1912) Museu de Arte da Bahia
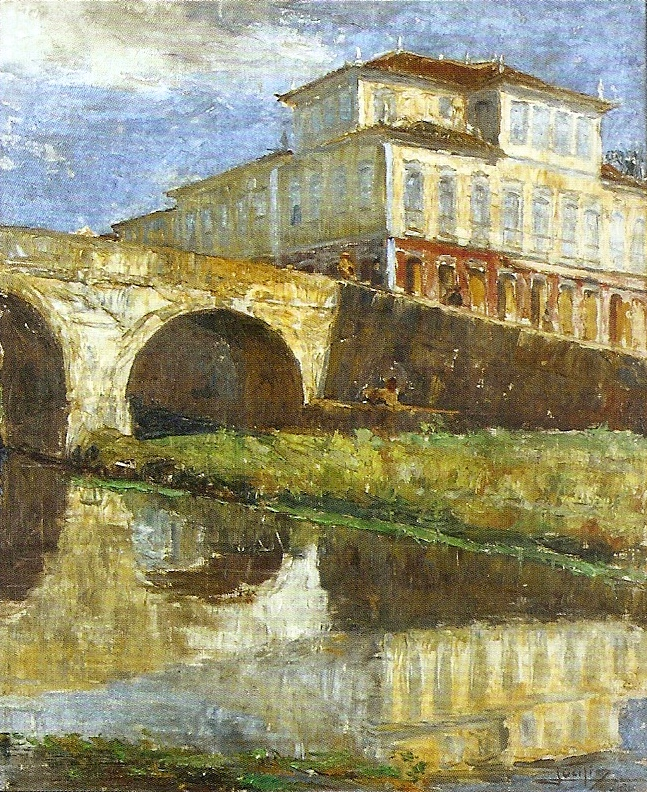
サン・ジョアン・デル・レイの風景 Museu Mariano Procópio

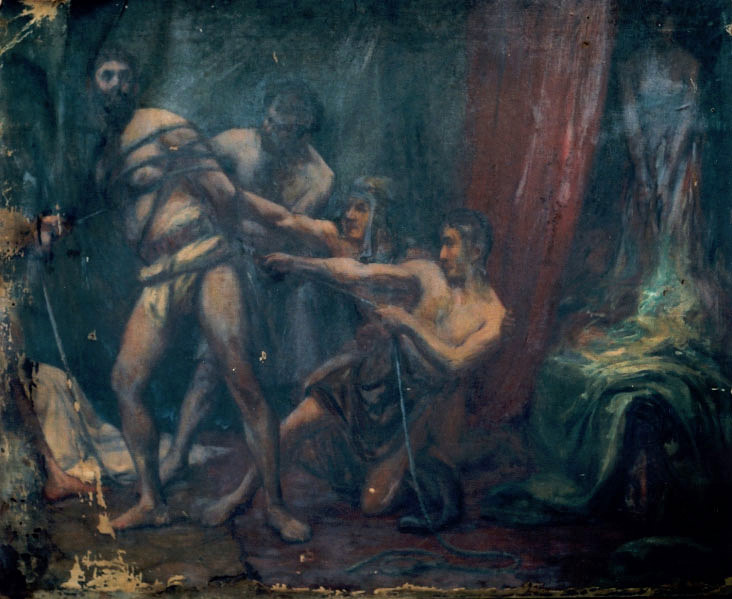
サムソンとデリラ(1903)
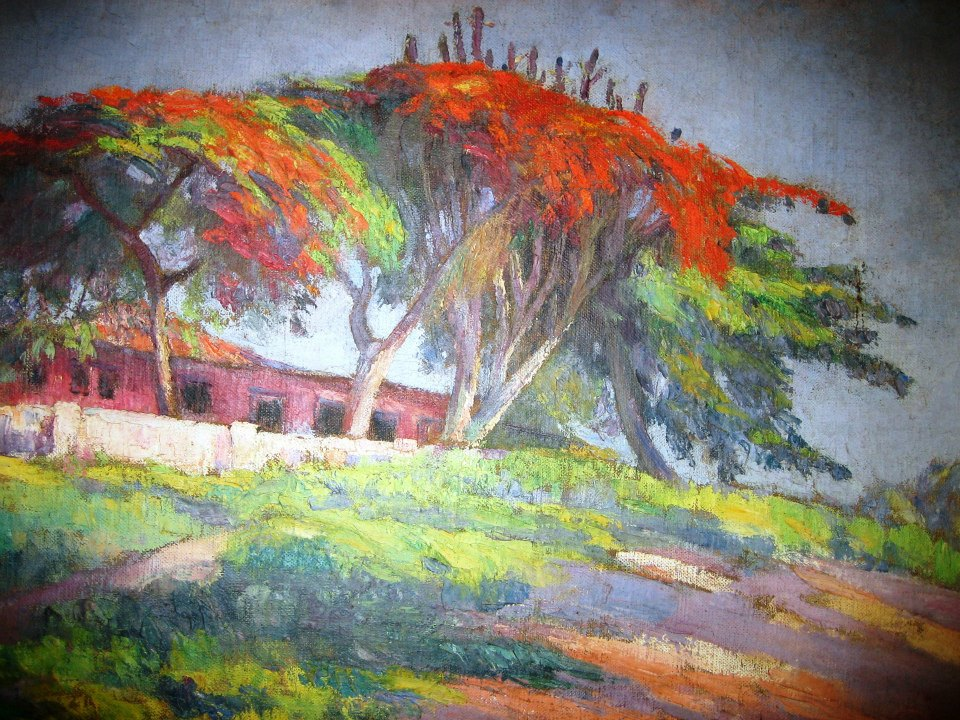
"Flamboyants" (c.1928)
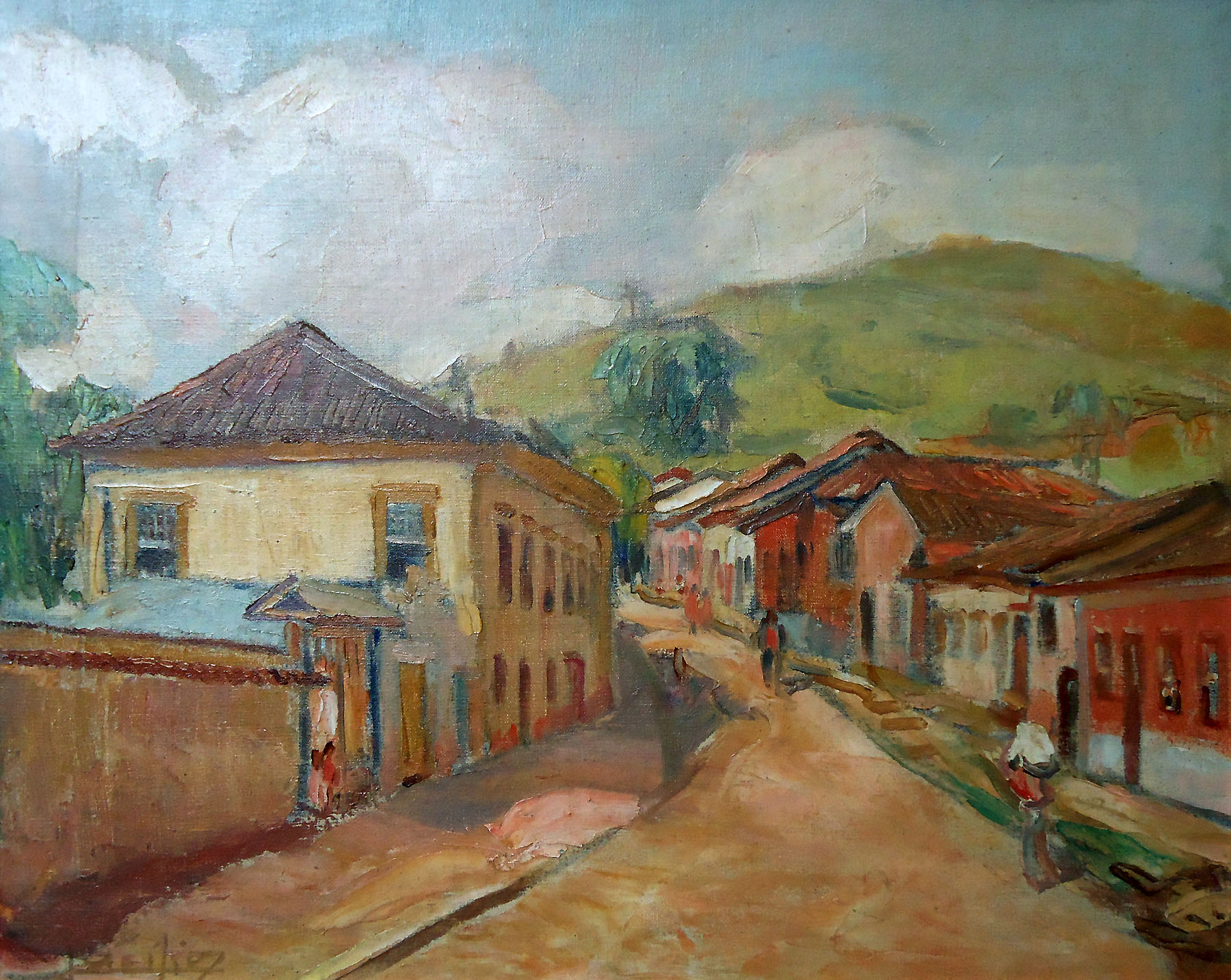
ミナスジェライス州の街の風景 (1920年代)